# Washington Congressionals
I Washington Congressionals sono stati una franchigia di pallacanestro della USBL, con sede a Washington, Distretto di Columbia, attivi dal 1998 al 2000.
Si qualificarono per i play-off solamente nel 1998, quando vennero eliminati al primo turno. Si sciolsero alla fine del campionato 2000.

## Stagioni
| Stagione | Lega | Denominazione             | V  | P  | %    | Piazzamento | Play-off      |
| -------- | ---- | ------------------------- | -- | -- | ---- | ----------- | ------------- |
| 1998     | USBL | Washington Congressionals | 17 | 9  | 65,4 | 2º          | Secondo turno |
| 1999     | USBL | Washington Congressionals | 3  | 24 | 11,1 | 5º          | -             |
| 2000     | USBL | Washington Congressionals | 10 | 20 | 33,3 | 6º          | -             |